# FC Zvartnoc-AAL Jerevan
Football Club Zvartnoc-AAL Jerevan (arménsky: Զվարթնոց-ՀԱՈւ Ֆուտբոլային Ակումբ) byl arménský fotbalový klub sídlící ve městě Jerevan. Klub byl založen v roce 1997, zanikl v roce 2003.

## Historické názvy
Zdroj:
- 1997 – FC Zvartnoc Jerevan (Football Club Zvartnoc Jerevan)
- 1999 – FC Zvartnoc-AAL Jerevan (Football Club Zvartnoc-AAL Jerevan)

## Umístění v jednotlivých sezonách
Zdroj:
Legenda: Z - zápasy, V - výhry, R - remízy, P - porážky, VG - vstřelené góly, OG - obdržené góly, +/- - rozdíl skóre, B - body, červené podbarvení - sestup, zelené podbarvení - postup, fialové podbarvení - reorganizace, změna skupiny či soutěže
| Arménie (1997 – 2002) |                   |        |    |    |   |    |    |    |     |    |        |
| Sezóny                | Liga              | Úroveň | Z  | V  | R | P  | VG | OG | +/- | B  | Pozice |
| 1997                  | Aradżin chumb     | 2      | 16 | 3  | 2 | 11 | 12 | 43 | +55 | 11 | 1.     |
| 1998                  | Aradżin chumb     | 2      | 24 | 21 | 3 | 0  | 92 | 18 | +74 | 66 | 1.     |
| 1999                  | Bardsragujn chumb | 1      | 32 | 16 | 6 | 10 | 50 | 38 | +12 | 54 | 4.     |
| 2000                  | Bardsragujn chumb | 1      | 28 | 11 | 8 | 9  | 44 | 41 | +3  | 41 | 5.     |
| 2001                  | Bardsragujn chumb | 1      | 22 | 16 | 0 | 6  | 52 | 21 | +31 | 48 | 2.     |
| 2002                  | Bardsragujn chumb | 1      | 22 | 10 | 2 | 10 | 57 | 29 | +28 | 32 | 7.     |

## Účast v evropských pohárech
| Ročník  | Soutěž     | Kolo     | Klub        | Doma | Venku | Celkem |
| ------- | ---------- | -------- | ----------- | ---- | ----- | ------ |
| 2002/03 | Pohár UEFA | Předkolo | NK Primorje | 2:0  | 1:6   | 3:6    |